# Kąsinowo
Kąsinowo – wieś w Polsce położona w województwie wielkopolskim, w powiecie szamotulskim, w gminie 
Szamotuły.

## Historia
Miejscowość pierwotnie była związana z Wielkopolską. Istnieje co najmniej od drugiej połowy XIV wieku i ma średniowieczną metrykę. Po raz pierwszy w źródłach historycznych wieś odnotowana została w łacińskim dokumencie z 1388 gdzie zapisano ją pod nazwą "Chansinowo, Chanszinowo", 1391 "Chanssinouo", 1398 "Chøsinowo", 1400 "Chanszino , Chanszinowo", 1436 "Chasynowo", 1437 "Chanschynowo", 1449 "Chaszinowo", 1452 "Chasinowo", 1466 "Chaszynowo", 1522 "Chąschinowo", 1535 "Kuszynowo", 1563 "Kanszino", 1577 "Kaszinowo".
Okolice miejscowości były zasiedlone jednak już wcześniej niż odnotowały to zachowane zapisy historyczne. W wyniku archeologicznych badań wśród okolicznych łąk odkryto grodzisko wklęsłe datowane na VII i połowę X wieku, a także osadę i cmentarzysko w pobliżu skrzyżowania drogi z Szamotuł do Kąsinowa z boczną drogą do Baborówka z ok. IX–XI wieku.
Początkowo wieś była własnością szlachecką należącą do wielkopolskiej szlachty z rodu Kąsinowskich Nałęcz, którzy od nazwy wsi przyjęli odmiejscowe nazwisko. W 1470 miejscowość leżała w powiecie poznańskim województwa poznańskiego w Koronie Królestwa Polskiego. W 1508 odnotowana została w parafii św. Stanisława w Szamotułach.
W latach 1388–1415 właścicielem we wsi był Niemierza Kąsinowski, brat Dobrogosta. W 1388 toczył on spór sądowy z Henrykiem mieszczaninem z Buku. W 1397 dowodził Baworowi Wyskocie z Łęki, Drobnina, Krzemieniewa, Oporowa wsi leżących w powiecie kościańskim, że nie obiecywał Małgorzacie żonie Bawora, iż zwróci jej dziewkę. W latach 1388–1393 odnotowany został w zapisach sądowych Jasiek Kąsinowski ( w ówczesnym zapisie Chąsinowski). W 1388 dowodził on, że zapłacił Smysławowi trzy grzywny. W latach 1400-1418 wymieniono Dobrogosta Kąsinowskiego brata Niemierzy z Góry, który był w sporze z Januszem niegdyś kmieciem, a potem mieszczaninem w Obornikach. Dobrogost odpierał przed sądem roszczenia Janusza. W 1435 Wojciech syn zmarłego Dobrogosta Kąsinowskiego sprzedał za 50 grzywien Trojanowi z Łekna swoje części po matce i babce w Chodzieży i w Czeszewie-Ostrowie w powiecie kcyńskim.
W latach 1504–1507 jako właściciel we wsi odnotowany został Stanisław Kąsinowski. W 1504 zapisał swojej żonie Barbarze Skórzewskiej po 100 złotych węgierskich posagu oraz wiana na swej części wsi. W 1507 zapisał żonie Katarzynie córce Jana Radwankowskiego własciciela majątku w Radwankowie w powiecie poznańskim lub z Radwanek w powiecie kcyńskim, po 125 złotych węgierskich posagu i wiana na połowie Kąsinowa.
Miejscowość odnotowały także historyczne rejestry podatkowe dzięki, którym znamy stosunki własnościowe we wsi. W latach 1508–1510 Kąsinowo zapłaciło wiardunki królewskie. W 1508 od 7 łanów, w 1509 od 6 łanów oraz w 1510 od 4 łanów. W 1535 w Kąsinowie odnotowano trzy łany ze spalonymi gospodarstwami kmieciów. W 1563 miał miejsce pobór podatkowy we wsi od 4 łanów. W 1577 Kąsinowscy zapłacili pobór podatkowy z majętności kąsinowskich. W 1580 Jeremiasz Kąsinowski zapłacił pobór od trzech półłanków, 4 zagrodników, dwóch komorników, Jakub Kąsinowski zapłacił pobór od 3 półłanków, 1/4 łana karczmarskiego oraz od 4 zagrodników.
Wieś szlachecka Kąsinowo położona była w 1580 roku w powiecie poznańskim województwa poznańskiego w Rzeczypospolitej Obojga Narodów. Wskutek II rozbioru Polski w 1793, miejscowość przeszła pod władanie Prus i jak cała Wielkopolska znalazła się w zaborze pruskim.. W latach 1975–1998 miejscowość administracyjnie należała do województwa poznańskiego.